# Peter Øxenberg
Peter Øxenberg Hansen, né le 23 octobre 2005 à Nørreby, est un coureur cycliste danois. Il est membre de l'équipe Ineos Grenadiers.

## Biographie
Peter Øxenberg Hansen commence sa carrière cycliste en 2020 dans un club de VTT, vers l'âge de quinze ans. Il intègre ensuite une équipe junior d'Odder en 2023, après avoir porté les couleurs d'Odense. Durant cette saison, il se distingue en remportant une course par étapes internationale organisée aux Pays-Bas,. La même année, il termine quatrième de son championnat national et sixième de Liège-Bastogne-Liège juniors. Il s'impose par ailleurs sur diverses compétitions nationales au Danemark. 
Grâce ses bons résultats, il intègre l'équipe continentale ColoQuick en 2024. À l'origine, il devait concourir sous les couleurs d'un club d'Aalborg. Ses nouveaux dirigeants lui ont toutefois proposé un contrat après le départ de Theodor Storm pour Ineos Grenadiers,. Au printemps, il gagne une étape de l'Orlen Nations Grand Prix, inscrit au calendrier de la Coupe des Nations espoirs. Il se classe également deuxième d'Eschborn-Francfort espoirs, ou encore cinquième du Sundvolden GP, disputé sur un parcours vallonné. 

## Palmarès
- 2023
  - Acht van Bladel
- 2024
  - 4e étape de l'Orlen Nations Grand Prix
  - 2e d'Eschborn-Francfort espoirs